# Fandi Ahmad
Fandi Ahmad (Singapore, 29 maggio 1962) è un allenatore di calcio ed ex calciatore singaporiano, di ruolo centrocampista o attaccante, tecnico dello Sri Pahang.

## Biografia
È figlio del calciatore Wartan Ahmad, ex calciatore. Quattro dei suoi cinque figli (Irfan, Ikhsan, Ilhan e Iryan) sono calciatori.

## Carriera

### Giocatore

#### Club
Considerato il più grande calciatore della storia di Singapore, ha iniziato la propria carriera da calciatore nelle file dei Singapore Lions. Nel 1982 si è trasferito nelle file del Mitra Kukar, club indonesiano. Nel 1983 si è trasferito in Europa, firmando un contratto biennale per il Groningen, club olandese. Con questo trasferimento è diventato il primo calciatore della storia di Singapore a giocare in Europa. Nell'esperienza olandese ha totalizzato 36 presenze e 11 reti in campionato. Nel 1986 si è trasferito in Malaysia, nelle file del Kuala Lumpur. Dopo quattro stagioni in Malaysia, nel 1990 si è trasferito in Grecia, nelle file dell'OFI Creta. A causa di problemi burocratici con il certificato di trasferimento internazionale, però, l'esperienza in terra ellenica è terminata dopo appena due mesi. Nel 1991 è passato allo Sri Pahang. Dopo due stagioni, nel 1993 è tornato ai Singapore Lions. Nel 1996 ha militato nelle file del Geylang United. Ha concluso la propria carriera da calciatore nel 2001, dopo aver militato per quattro stagioni nelle file dei Singapore A.F..

#### Nazionale
Ha debuttato in Nazionale maggiore nel 1979. Ha totalizzato, con la selezione singaporiana, 101 presenze e 55 reti, risultando il miglior marcatore di sempre della Nazionale di Singapore.

### Allenatore

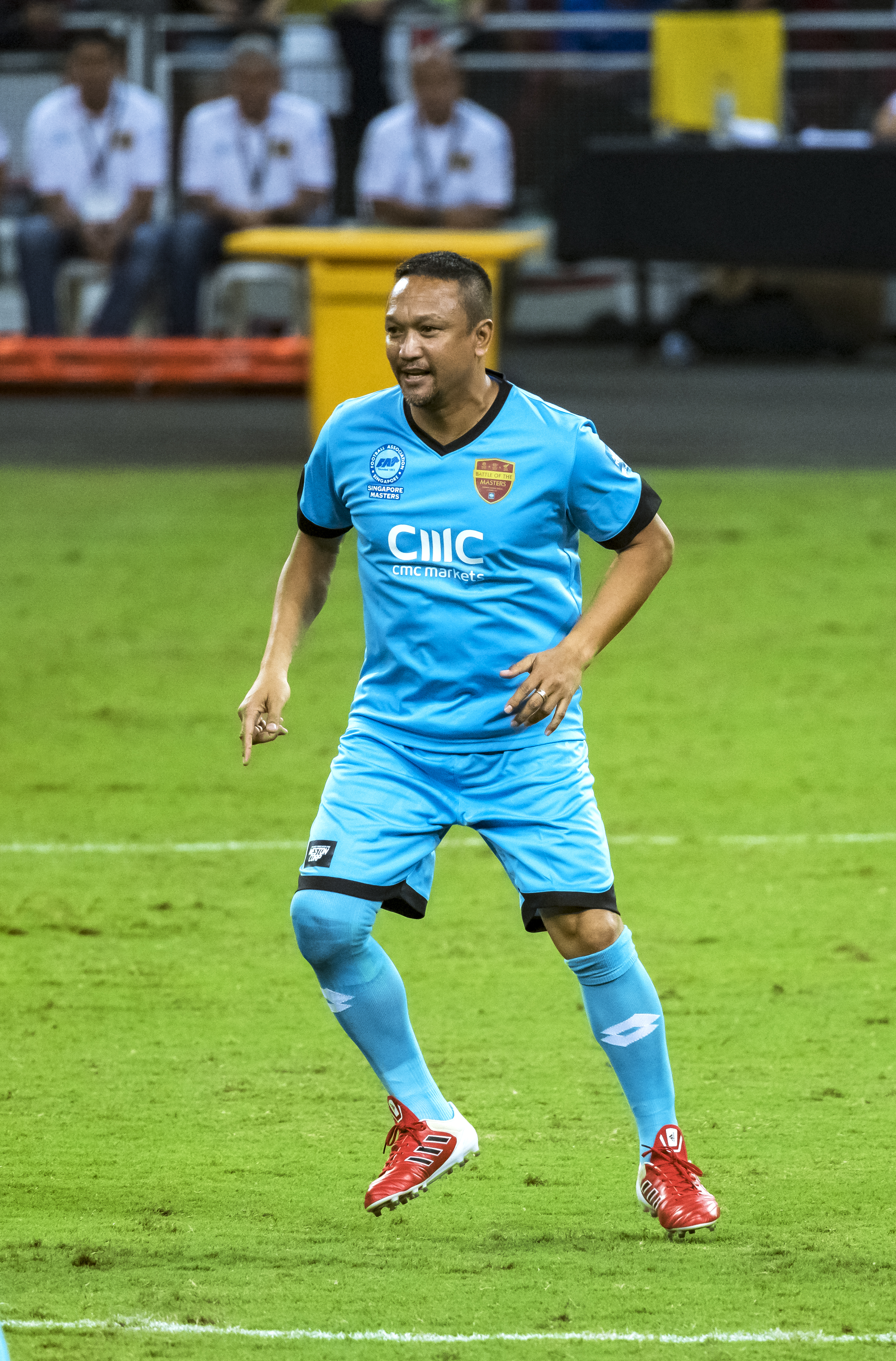
Fandi Ahmad nel 2017

Terminata la carriera da calciatore, nel 1999 ha iniziato la propria carriera da allenatore, subentrando a Mladen Pralija alla guida dei Singapore A.F.. Nello stesso anno è stato vice commissario tecnico della Nazionale di Singapore. Tornato alla guida dei Singapore A.F. nel 2000, ha allenato il club per quattro stagioni, durante le quali ha vinto per due volte il campionato. Da tecnico dei Singapore A.F., inoltre, ha vinto il premio di allenatore dell'anno nel 2000. Nel 2003, inoltre, è diventato vice commissario tecnico della Nazionale di Singapore, mantenendo tale incarico contemporaneamente al ruolo di tecnico degli Young Lions. Nel 2006 ha assunto la guida tecnica del Pelita Jaya, mantenendo l'incarico per tre stagioni. Dopo due stagioni senza club, nel 2012 è diventato tecnico dello Johor Darul Ta'zim. Il 31 luglio 2013 è stato sollevato dall'incarico e sostituito da César Ferrando, ma è rimasto all'interno del club, con il ruolo di team manager. L'8 dicembre 2013 è diventato allenatore dei LionsXII. Ha allenato la squadra per due stagioni, vincendo la Malaysia FA Cup nel 2015. Nel dicembre 2017 è stato annunciato come nuovo tecnico degli Young Lions per la stagione 2018, succedendo a Richard Tardy. Il 15 maggio 2018 è diventato commissario tecnico ad interim della Nazionale di Singapore, in sostituzione del dimissionario Varadaraju Sundramoorthy. Ha mantenuto l'incarico fino a dicembre 2018. Nel 2019, oltre ad allenare gli Young Lions, è stato commissario tecnico della Nazionale Under-23 di Singapore. Il 23 novembre 2019 è diventato direttore dello scouting giovanile della Nazionale di Singapore. Il 21 luglio 2022 è diventato consulente tecnico dello Sri Pahang, club in cui aveva militato da calciatore tra il 1991 e il 1992. Il 17 gennaio 2023 è diventato allenatore dello Sri Pahang. 

## Palmarès

### Giocatore

#### Club

##### Competizioni nazionali
- Singapore Premier League: 3

Geylang United: 1996
Singapore A.F.: 1997, 1998
- Singapore FA Cup: 1

Geylang United: 1996
- Coppa di Lega di Singapore: 1

Singapore A.F.: 1997
- Galatama: 1

Mitra Kukar: 1982-1983
- Campionato malese di calcio: 4

Kuala Lumpur: 1986, 1988
Sri Pahang: 1992
Singapore Lions: 1994
- Coppa della Malaysia: 5

Kuala Lumpur: 1987, 1988, 1989
Sri Pahang: 1992
Singapore Lions: 1994

### Allenatore

#### Club

##### Competizioni nazionali
- Singapore Premier League: 2

Singapore A.F.: 2000, 2002
- Malaysia FA Cup: 1

LionsXII: 2015